# Götterspeise (Süßspeise)

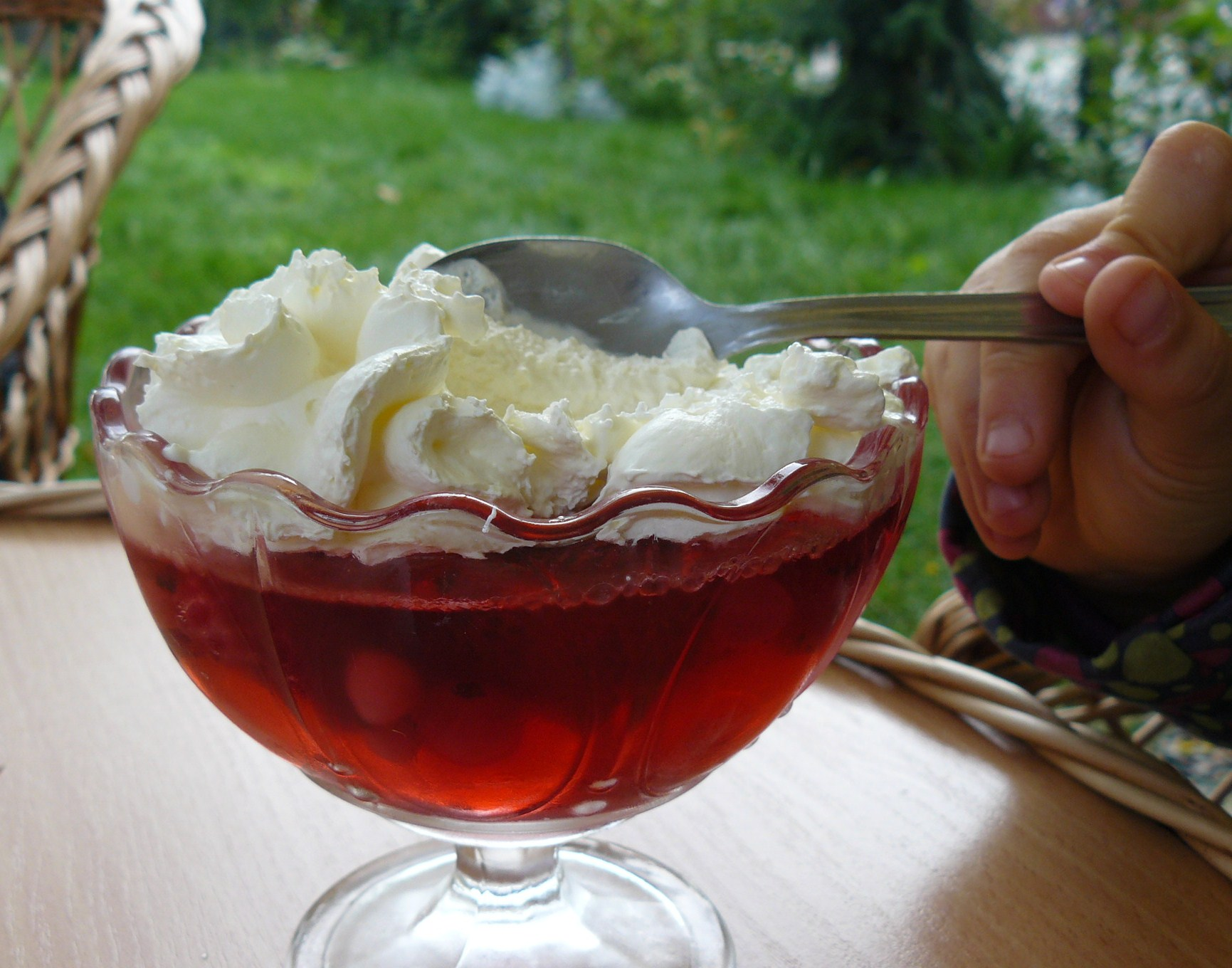
Rote Götterspeise mit Schlagsahne

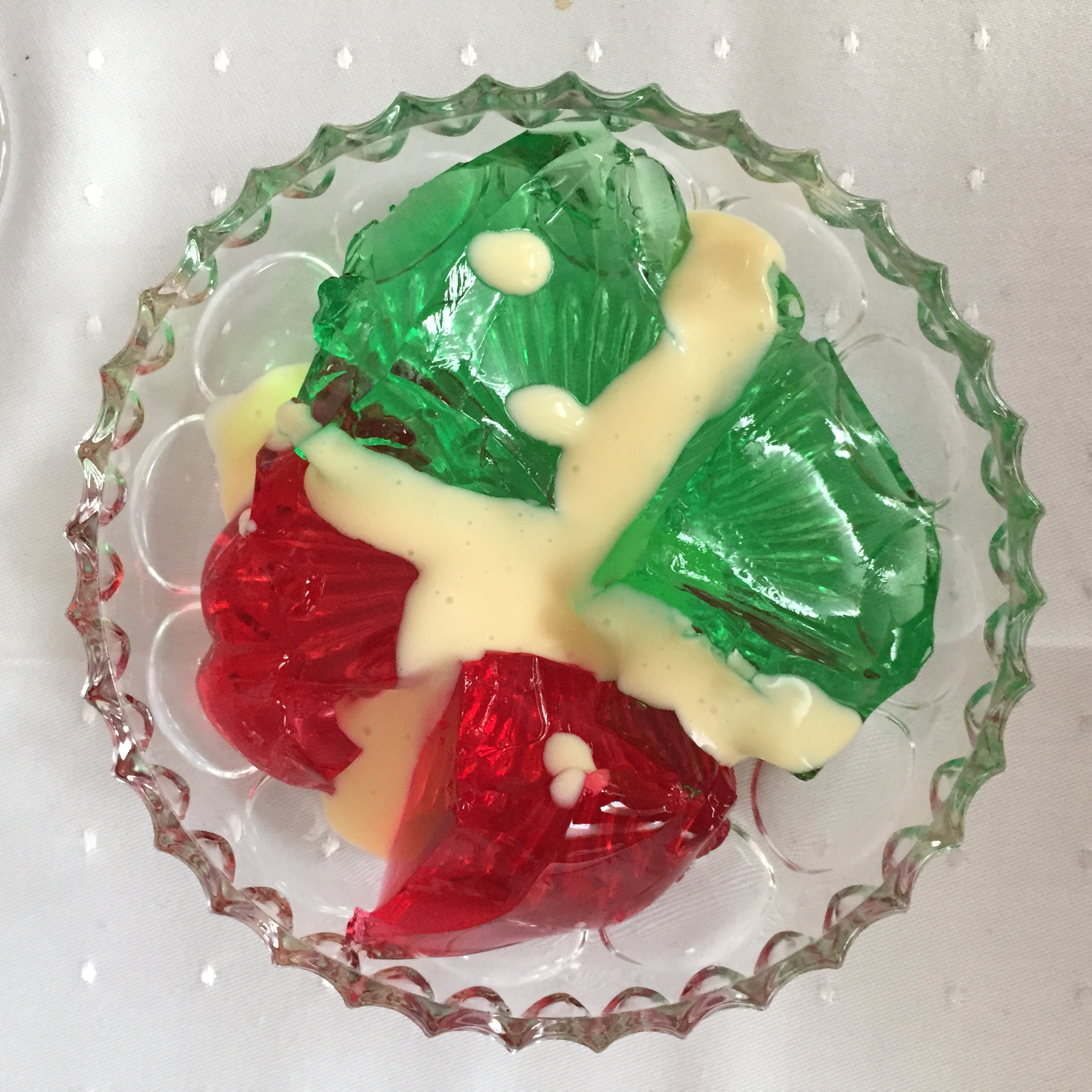
Rot-grüne Variante mit Vanillesauce

Götterspeise ist eine Süßspeise aus Gelatine oder anderen Geliermitteln, Zucker, Aroma- und Farbstoffen. Weitere Bezeichnungen sind unter anderem Wackelpudding oder Wackelpeter, bei grüner Götterspeise auch Froschsülze. Gegessen wird Götterspeise meist mit Schlagsahne oder Vanillesauce. Am bekanntesten sind folgende Geschmacksrichtungen:
- Waldmeister (grün)
- Himbeere (rot)
- Kirsche (rot)
- Zitrone (gelb)

Die grüne Götterspeise wird nicht durch den Waldmeister eingefärbt, sondern dieser verleiht der Süßspeise nur sein charakteristisches Aroma. Im Handel wird hierfür künstliches Waldmeister-Aroma verwendet.

## Lebensmittelfarbstoffe
Götterspeise ist meistens mit Lebensmittelfarben gefärbt, dabei kommen oft auch Azofarbstoffe zur Anwendung.
- roter Farbton: Azorubin (E 122), Cochenillerot A (E 124), Brillantblau FCF (E 133)
- gelber Farbton: Gelborange S (E 110), Chinolingelb (E 104), Saflorkonzentrat[4]
- grüner Farbton: Chinolingelb (E 104), Patentblau V (E 131), Gelborange S (E 110)

## Wortherkunft

### Götterspeise
Götterspeise ist die Bezeichnung, die das Nahrungsmittelunternehmen Dr. Oetker GmbH erstmals zur Vermarktung verwendet hat.

### Wackelpeter
Der Name Wackelpeter stammt aus dem 19. Jahrhundert, als man den Namen Peter gerne als Zusatz benutzte, wenn man etwas scherzhaft umschreiben wollte (siehe auch Hackepeter). Außerdem vibriert (wackelt) die Gelatinemasse bei Erschütterungen. Als Wackelpeter oder -pudding wird auch ein Pudding bezeichnet.

## Herstellung von Götterspeise

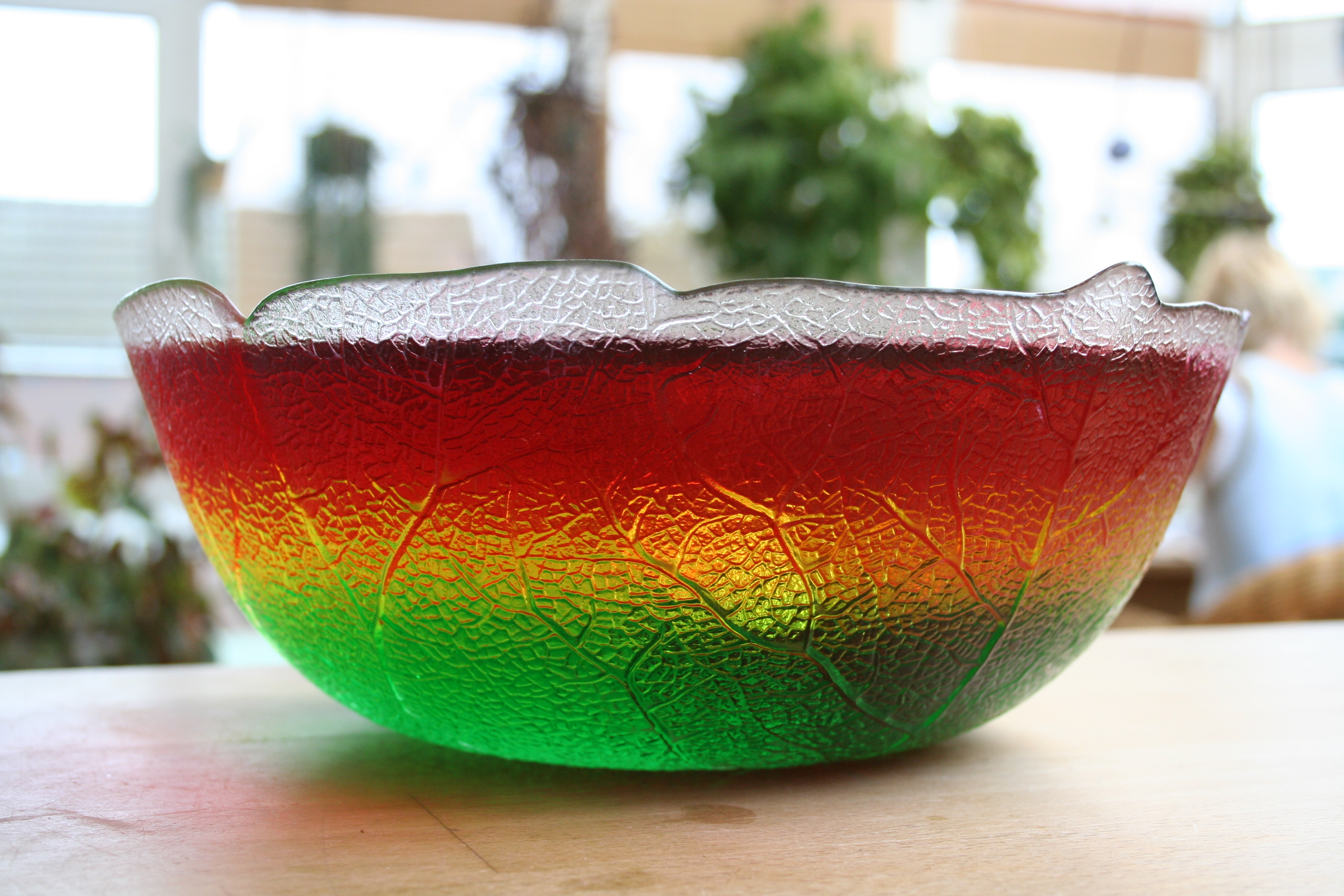
„Ampelpudding“ – dreischichtige und dreifarbige Götterspeise

Götterspeise kann selbst hergestellt werden, indem gekochter Fruchtsaft mit Gelatinepulver versetzt wird. Handelsübliche Pulvermischungen müssen nur noch in gekochtes Zuckerwasser eingerührt werden. Die Gelatine benötigt zwischen 12 und 24 Stunden zum Abbinden, also wesentlich länger als das Abkühlen der Flüssigkeit. Sofortiges Kaltstellen verkürzt die Zubereitungszeit nicht, spart aber die Zeit zum nachträglichen Kühlen ein.
Eine spezielle Art der Götterspeise ist der dreischichtige und dreifarbige (Rot–Gelb–Grün) „Ampelpudding“, der durch drei übereinandergeschichtete (und jeweils erkaltete) Geschmacksrichtungen angefertigt wird.
Götterspeise ist wenige Tage haltbar und löst sich danach unter Abgabe von Wasser auf.

## Vegetarische Alternativen
Vegetarier, die den Verzehr von Gelatine ablehnen, können auf Instant-Produkte vieler Hersteller zurückgreifen. Diese enthalten pflanzliche Geliermittel wie zum Beispiel Carrageen oder Agar. Sie verkürzen die Herstellungszeit auf wenige Stunden, sind nicht so fest und nicht so lange haltbar wie Götterspeise auf Basis von Gelatine.

## Götterspeise mit Alkohol
Götterspeise kann mit Alkohol anstelle von Wasser zubereitet werden. Man erhält dabei eine alkoholhaltige Süßspeise (und kein Getränk). Die Zubereitung gelingt nur, wenn die Flüssigkeit bei Zugabe der Spirituose nicht wärmer als der Siedepunkt von Alkohol (78 °C) ist, daher sollte zunächst nur ein Teil des verwendeten Wassers mit dem Wackelpuddingpulver gekocht werden, welches dann durch Zusatz von weiterem kalten Wasser abgekühlt wird, bevor man die verwendete Spirituose zugibt. 
Die Variante mit Wackelpuddingpulver ist in den USA als Jello-Shot (benannt nach der Wackelpuddingpulvermarke Jell-O, die in den USA und Kanada als generischer Markenname für gelatinöse Nachspeisen gebraucht wird) bekannt. Im deutschen Sprachraum ist diese Zubereitung mit Wodka auch unter dem Namen Wackelwodka, Vodka Jellies oder Jelly-Shots bekannt.
Industriell hergestellte Produkte dieser Art werden in Deutschland unter verschiedenen Markennamen in Tüten vertrieben.

## Sonstiges
In Bielefeld, dem Sitz von Dr. Oetker, gibt es seit 2002 am letzten Sonntag in den Sommerferien ein Kinderkulturfest mit dem Namen Wackelpeter.
In den USA gibt es ein bekanntes Klischee, nach dem Mormonen besonders gerne Götterspeise essen. In humorvoller Anerkennung dieses Klischees wurde im Bundesstaat Utah, in dem besonders viele Mormonen leben, im Jahr 2001 diskutiert, ob die Götterspeise der bekanntesten Marke Jell-O zum „offiziellen Staatssnack“ erhoben werden sollte.

## Andere als „Götterspeise“ bezeichnete Spezialitäten
In der Schweiz bezeichnet Götterspeise eine ganz andere, mit dem englischen Trifle verwandte Süßspeise. Sie besteht aus Zwieback, Vanillecrème, Fruchtkompott (meist Apfelmus, Rhabarber oder Beeren) und Schlagrahm. Zwieback und Kompott werden in Schichten in eine Schüssel gefüllt, mit der kalten Crème oder dem Rahm übergossen und anschließend einige Stunden kaltgestellt. Oft wird Götterspeise als süßes Abendessen gegessen.
Verwandt damit ist auch die Westfälische Götterspeise; bei der die einzelnen Schichten aus einer Mischung geriebenen Schwarzbrots mit geriebener Bitterschokolade, Sauerkirschen und Schlagsahne bestehen.